# Albert Azaryan
Albert Vagharshaki Azaryan, em russo: Альберт Вагаршакович Азарян, (Ganja, 11 de fevereiro de 1929 – Erevã, 5 de setembro de 2023) foi um ginasta armeno, que representou a extinta União Soviética em provas de ginástica artística.

## Carreira
Ao completar catorze anos, Albert perdeu o pai e começou a trabalhar para sustentar a família. Três anos mais tarde, um grupo de ginastas armenos apresentou-se em sua cidade e o jovem teve a oportunidade de apresentar-se em um dos aparelhos. Após sua performance, Azaryan fora convidado a treinar em Yerevan. Em 1949, aos vinte anos, o ginasta tornou-se campeão armeno.
Entre seus maiores êxitos enquanto ginasta estão o bicampeonato olímpico das argolas - Melbourne 1956 e Roma 1960- o bicampeonato mundial no mesmo aparelho e o campeonato europeu nas barras paralelas e nas argolas - Frankfurt 1955 -, também nas argolas. Além, conquistou os vice-campeonatos por equipes nos Jogos de Roma, e na barra fixa, no Mundial de Moscou. Apesar das vitórias nas argolas, Albert nunca fora campeão soviético.
Azaryan foi ainda o primeiro a executar um movimento chamado Cruz[a] (ou Iron Cross), que recebeu o seu nome.
Após aposentar-se, Albert tornou-se o diretor da escola de esportes de Yerevan. O ex-atleta teve três filhos, todos ginastas, com destaque para Eduard, que representou a União Soviética durante as Olimpíadas de Moscou, saindo-se vitorioso nas disputas por equipes. Mais tarde, Albert tornou-se presidente da Federação de Ginástica Armena. Em 2004, durante os Jogos de Atenas, carregou a bandeira armena na festa de abertura.
Azaryan morreu no dia 5 de setembro de 2023, aos 94 anos.